# ماونتن پارک (اکلاهما)
ماونتن پارک(به انگلیسی: Mountain Park) شهری در ایالت اکلاهما کشور ایالات متحده آمریکا است که جمعیت آن در سرشماری سال ۲۰۱۰ میلادی، ۴۰۹ نفر بوده‌است.